# Midelt
Midelt (em árabe: ميدلت‎; em tifinague: ⴰⵡⵟⴰⵟ, Awṭaṭ) é uma cidade do centro de Marrocos, capital da província homónima, que faz parte da região Meknès-Tafilalet. Em 2004 tinha 44 781 habitantes e estimava-se que em 2012 tivesse 47 963 habitantes.
Situada na junção dos maciços montanhosos do Médio Atlas e do Alto Atlas Oriental, a 1 520 metros de altitude, tendo por fundo o imponente Jbel Ayachi, um pico que se ergue a 3 757 m de altitude, Midelt encontra-se 190 km a sudeste de Meknès, 200 km a sul de Fez e 140 km a norte-noroest de Errachidia.